# Andachtsbuch
Als Andachtsbuch wird ein Buch aus dem  Bereich der Erbauungsliteratur bezeichnet, dessen Funktion die private religiöse Andacht des Laien ist. Typische Beispiele dieses Buchtyps waren seit dem Spätmittelalter das Stundenbuch, volkssprachliche Heiligenlegenden und das Gebetbuch. Andachtsbücher wurden im Auftrag ihrer privaten Besitzer besonders häufig illuminiert.